# Canal+ Sport
Canal+ Sport è un canale televisivo a pagamento francese appartenente a Groupe Canal+.

## Storia
Canal+ Sport è nato il 31 agosto 1998 come Canal+ Vert (Canal+ Verde). Dal 12 ottobre 2010 il canale televisivo trasmette i suoi programmi in HD.

## Programmazione
La programmazione di Canal+ Sport prevede la trasmissione di eventi sportivi, in particolare tennis e calcio.

## Diffusione
Canal+ Sport trasmette su TNT sul canale 32, su Canalsat e su varie piattaforme televisive via cavo e IPTV